# Berlozî, Kozeleț
Berlozî (în ucraineană Берлози) este localitatea de reședință a comunei Berlozî din raionul Kozeleț, regiunea Cernihiv, Ucraina.

## Demografie
Componența lingvistică a localității Berlozî
     Ucraineană (98,6%)
     Rusă (1,4%)
Conform recensământului din 2001, majoritatea populației localității Berlozî era vorbitoare de ucraineană (98,6%), existând în minoritate și vorbitori de rusă (1,4%).